# Филимоновка (Татарстан)
Филимоновка — деревня в Мензелинском районе Татарстана. Входит в состав Атряклинского сельского поселения.

## География
Находится в восточной части Татарстана на расстоянии приблизительно 36 км на юг-юго-восток по прямой от районного центра города Мензелинск у речки Таш-Елга.

## История
Основана в 1911 году как деревня Новое Калтаково.

## Население
Постоянных жителей было: в 1913 году — 48, в 1920—129, в 1926—130, в 1938—195, в 1949—149, в 1958 — 97, в 1970—141, в 1979—115, в 1989 — 68, в 2002 — 82 (мари 85 %), 88 в 2010.